# تبادل افول اعتبار

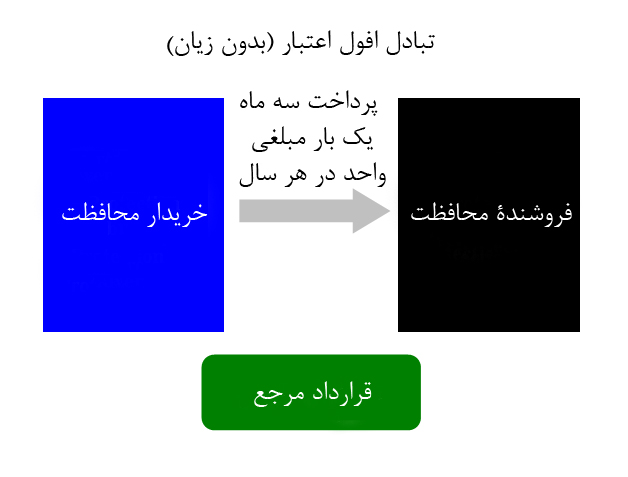
اگر قرارداد مرجع بدون زیان انجام شود، خریدار حفاظت تا زمان سررسید سه ماه یک بار مبالغی به فروشندهٔ حفاظت می‌پردازد.

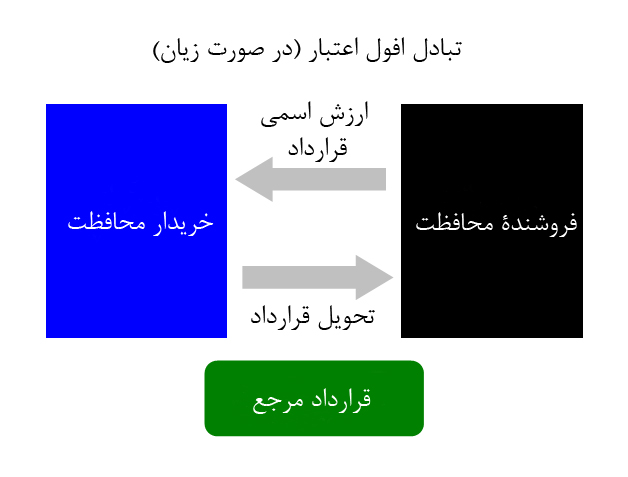
اگر قرارداد مرجع زیان کند، فروشندهٔ قرارداد ارزش اسمی قرارداد را به خریدار می‌پردازد و خریدار مالکیت قرارداد را به فروشنده انتقال می‌دهد.

تبادل افول اعتبار یا یا مبادلۀ نُکول اعتبار (به انگلیسی: credit default swap (CDS)) نوعی مبادلهٔ موافقتنامه‌های مالی است که فروشندهٔ تبادل، در صورت زیان در وام یا هر اتفاق اعتباری دیگر، زیان خریدار را جبران نماید. خریدار CDS یک سری از پرداخت‌ها را (به عنوان مبلغ CDS یا توسعهٔ آن) به فروشنده انجام می‌دهد، در برابر اگر در وام ضرر کند مابه التفاوت را دریافت می‌کند. این روش توسط شخصی به نام بلیت مسترز از مؤسسهٔ جی. پی. مورگان در سال ۱۹۹۴ ابداع شد.
در صورت زیان، خریدار (معمولاً به اندازهٔ ارزش اسمی وام) غرامت دریافت می‌کند، و فروشنده مالکیت وام زیان دیده را از آن خود می‌کند. با این حال، هرکسی می‌تواند یک قرارداد CDS را خریداری کند، حتی خریدارانی که سند وام را نگرفته‌اند و کسانی که سهم قابل بیمه کردن مستقیمی از وام ندارند (این قبیل قراردادها را CDS لخت می‌نامند). مقاوله نامه‌ای وجود دارد که اگر قراردادهای CDS پرداخت نشدهٔ بیشتری نسبت به قراردادهای موجود وجود داشته باشد، مزایدهٔ اعتباری انجام می‌شود. مبلغ دریافتی معمولاً به طرز قابل ملاحظه‌ای از ارزش اسمی وام کمتر است.
تبادل افول اعتبار از سال‌های ابتدایی دههٔ ۱۹۹۰ وجود داشته، ولی استفاده از آن پس از سال ۲۰۰۳ افزایش یافته است. در پایان سال ۲۰۰۷، میزان شاخص CDS، ۶۲٫۲ تریلیون دلار بود که در نیمهٔ سال ۲۰۱۰ به ۲۶٫۳ تریلیون دلار کاهش یافت، و بنا به گزارش‌ها در ابتدای ۲۰۱۲ میلادی ۲۵٫۵ تریلیون دلار بوده است. CDSها در بورس داد و ستد نشده‌اند و نیازی هم به گزارش بده بستان‌ها به بازرس دولت نبوده است. طی بحران مالی سال‌های ۲۰۰۷ تا ۲۰۱۰، فقدان شفافیت در این بازار بزرگ برای تنظیم کنندگان به یک نگرانی بدل شد که می‌توانست به صورت یک ریسک سیستماتیک دربیاید. در ماه مارس ۲۰۱۰، خزانهٔ اطلاعات تجاری [DTCC] اعلام کرد که می‌تواند دسترسی بزرگتری برای تنظیم کنندگان به وجود بیاورد.